# Демографија Бразила
Демографија Бразила обухвата приказ демографске структуре Савезне Републике Бразил. Становништво Бразила је једно од најразноликијих на свету. С популацијом која броји 211.531.000 људи (2020. год.), Бразил је шеста најнасељенија држава на свету. 
Бразилци углавном воде порекло од Европљана, Африканаца и јужноамеричких староседелаца. Бразилска држава спроводи пописе становништва од 1872. године, а од 1940. они се одржавају на сваких десет година.

## Број становника

### Подаци бразилских институција
По бразилском заводу за статистику, у Бразилу је живело око 189.953.000 становника у 2008. години. Према државном попису из 2010, у процењено је да у Бразилу живи 192,76 милиона људи.
Становништво Бразила се у раздобљу од 1550. до 1880. процењивало на основу различитих извора. Први званичан попис био је 1873. Од тада су се пописи одржавали на сваких осам година (уз пар изузетака). Бразилски институт за географију и статистику одложио је предстојећи цензус за 2021. услед пандемије вируса корона.
Расподела становништва у Бразилу врло је неуједначена. Већина Бразилаца живи на удаљености од 300 km од обале, док је подручје Амазоније готово ненасељено. Стога је присутна велика густина насељености на обалама, а слаба у унутрашњости државе.

### Процене УН
Према ревизији организације World Population Prospects одржане 2019, у Бразилу је било укупно 209.469.323 становника у 2018. Године 2015, удео деце млађе од 13 година износио је 23%, удео особа између 15 и 61 године 69,2% и удео старијих људи који имају 65 година и више 7,8%.
| Год.  | Приближан број становника | Становништво старости мањој од 15 год. (%) | Становништво старости 15—64 год. (%) | Становништво старости вишој од 65 год. (%) |
| ----- | ------------------------- | ------------------------------------------ | ------------------------------------ | ------------------------------------------ |
| 1950. | 53.975.000                | 41,6                                       | 55,5                                 | 3,0                                        |
| 1955. | 62.656.000                | 42,0                                       | 55,0                                 | 3,0                                        |
| 1960. | 72.494.000                | 43,1                                       | 53,7                                 | 3,1                                        |
| 1965. | 84.130.000                | 43,6                                       | 53,0                                 | 3,4                                        |
| 1970. | 95.982.000                | 42,3                                       | 54,2                                 | 3,5                                        |
| 1975. | 108.431.000               | 40,2                                       | 56,0                                 | 3,8                                        |
| 1980. | 122.200.000               | 38,4                                       | 57,6                                 | 4,0                                        |
| 1985. | 136.836.000               | 36,9                                       | 59,0                                 | 4,1                                        |
| 1990. | 150.393.000               | 35,4                                       | 60,1                                 | 4,5                                        |
| 1995. | 162.755.000               | 32,4                                       | 62,6                                 | 5,0                                        |
| 2000. | 175.786.000               | 29,7                                       | 64,7                                 | 5,6                                        |
| 2005. | 188.479.000               | 27,5                                       | 66,2                                 | 6,3                                        |
| 2010. | 198.614.000               | 24,9                                       | 68,4                                 | 6,7                                        |
| 2015. | 207.848.000               | 22,5                                       | 69,5                                 | 8,0                                        |
| 2020. | 213.863.000               | 20,7                                       | 69,8                                 | 9,5                                        |

## Фертилитет, наталитет и морталитет становништва

### Фертилитет
Стопа укупног фертилитета (СУФ) мера је која представља укупан број живорођене деце по једној жени у току њеног живота. Према Бразилском институту за географију и статистику, стопа укупног фертилитета у Бразилу износила је око 1,78 за 2015. годину.
| Године                              | 1940 | 1941 | 1942 | 1943 | 1944 | 1945 | 1946 | 1947 | 1948 | 1949 | 1950 |
| ----------------------------------- | ---- | ---- | ---- | ---- | ---- | ---- | ---- | ---- | ---- | ---- | ---- |
| Стопа укупног фертилитета у Бразилу | 5,9  | 5,92 | 5,95 | 5,98 | 6,01 | 6,04 | 6,07 | 6,09 | 6,12 | 6,15 | 6,14 |

| Године                              | 1951 | 1952 | 1953 | 1954 | 1955 | 1956 | 1957 | 1958 | 1959 | 1960 |
| ----------------------------------- | ---- | ---- | ---- | ---- | ---- | ---- | ---- | ---- | ---- | ---- |
| Стопа укупног фертилитета у Бразилу | 6,13 | 6,1  | 6,09 | 6,08 | 6,07 | 6,07 | 6,07 | 6,08 | 6,08 | 6,07 |

| Године                              | 1961 | 1962 | 1963 | 1964 | 1965 | 1966 | 1967 | 1968 | 1969 | 1970 |
| ----------------------------------- | ---- | ---- | ---- | ---- | ---- | ---- | ---- | ---- | ---- | ---- |
| Стопа укупног фертилитета у Бразилу | 6,05 | 6    | 5,94 | 5,85 | 5,73 | 5,6  | 5,45 | 5,3  | 5,15 | 5,01 |

| Године                              | 1971 | 1972 | 1973 | 1974 | 1975 | 1976 | 1977 | 1978 | 1979 | 1980 |
| ----------------------------------- | ---- | ---- | ---- | ---- | ---- | ---- | ---- | ---- | ---- | ---- |
| Стопа укупног фертилитета у Бразилу | 4,88 | 4,76 | 4,65 | 4,55 | 4,46 | 4,39 | 4,31 | 4,24 | 4,16 | 4,07 |

| Године                              | 1981 | 1982 | 1983 | 1984 | 1985 | 1986 | 1987 | 1988 | 1989 | 1990 |
| ----------------------------------- | ---- | ---- | ---- | ---- | ---- | ---- | ---- | ---- | ---- | ---- |
| Стопа укупног фертилитета у Бразилу | 3,97 | 3,86 | 3,74 | 3,62 | 3,49 | 3,36 | 3,23 | 3,11 | 3,01 | 2,91 |

| Године                              | 1991 | 1992 | 1993 | 1994 | 1995 | 1996 | 1997 | 1998 | 1999 | 2000 |
| ----------------------------------- | ---- | ---- | ---- | ---- | ---- | ---- | ---- | ---- | ---- | ---- |
| Стопа укупног фертилитета у Бразилу | 2,83 | 2,76 | 2,69 | 2,64 | 2,59 | 2,54 | 2,48 | 2,43 | 2,37 | 2,3  |

| Године                              | 2001 | 2002 | 2003 | 2004 | 2005 | 2006 | 2007 | 2008 | 2009 | 2010 |
| ----------------------------------- | ---- | ---- | ---- | ---- | ---- | ---- | ---- | ---- | ---- | ---- |
| Стопа укупног фертилитета у Бразилу | 2,23 | 2,16 | 2,1  | 2,03 | 1,98 | 1,93 | 1,88 | 1,85 | 1,82 | 1,8  |

| Године                              | 2011 | 2012 | 2013 | 2014 | 2018 |
| ----------------------------------- | ---- | ---- | ---- | ---- | ---- |
| Стопа укупног фертилитета у Бразилу | 1,79 | 1,77 | 1,75 | 1,74 | 1.75 |

### Број рођених и умрлих
| Година | Број становника | Број живорођених | Број умрлих | Природни прираштај | Општа стопа наталитета | Опште стопа морталитета | Стопа природног прираштаја | СУФ   |
| ------ | --------------- | ---------------- | ----------- | ------------------ | ---------------------- | ----------------------- | -------------------------- | ----- |
| 1999   |                 | 3.256.433        | 938.658     | 2.317.775          |                        |                         |                            |       |
| 2000   |                 | 3.206.761        | 946.686     | 2.260.075          |                        |                         |                            |       |
| 2001   |                 | 3.115.474        | 961.492     | 2.153.982          |                        |                         |                            |       |
| 2002   |                 | 3.059.402        | 982.807     | 2.076.595          |                        |                         |                            |       |
| 2003   |                 | 3.426.727        | 1.005.882   | 2.420.845          |                        |                         |                            |       |
| 2004   |                 | 3.329.120        | 1.025.981   | 2.303.139          |                        |                         |                            |       |
| 2005   |                 | 3.329.431        | 1.010.052   | 2.319.379          |                        |                         |                            |       |
| 2006   |                 | 3.172.000        | 1.037.504   | 2.134.496          |                        |                         |                            |       |
| 2007   |                 | 3.080.266        | 1.050.408   | 2.029.858          |                        |                         |                            |       |
| 2008   |                 | 3.107.927        | 1.074.889   | 2.033.038          |                        |                         |                            |       |
| 2009   |                 | 3.045.696        | 1,098,384   | 1.947.312          |                        |                         |                            | 1,906 |
| 2010   | 192.755.799     | 2.985.406        | 1.132.701   | 1.852.705          | 14.3                   | 5.8                     | 8.5                        | 1,869 |
| 2011   |                 | 3.044.594        | 1.163.740   | 1.880.854          |                        |                         |                            | 1,833 |
| 2012   |                 | 3.030.364        | 1.172.443   | 1.857.921          |                        |                         |                            | 1,801 |
| 2013   |                 | 2.989.981        | 1.195.913   | 1.794.068          |                        |                         |                            | 1,770 |
| 2014   |                 | 3.041.568        | 1.208.587   | 1.832.981          |                        |                         |                            | 1,742 |
| 2015   |                 | 3.058.783        | 1.244.558   | 1.814.225          | 14.4                   | 6.0                     | 8.4                        | 1,716 |
| 2016   | 206.081.432     | 2.903.933        | 1.288.856   | 1.615.077          | 13,5                   | 6,2                     | 7,3                        | 1,692 |
| 2017   | 207.660.929     | 2.962.815        | 1.292.297   | 1.670.518          | 14.3                   | 6.2                     | 8.1                        |       |
| 2018   | 208.494.900     | 2.983.567        | 1.298.579   | 1.684.988          | 14,3                   | 6,2                     | 8,1                        |       |
| 2019   |                 |                  |             |                    |                        |                         |                            |       |

Извор: